# Coupe de la Fédération masculine de basket-ball 2020
Navigation
Coupe de la Fédération masculine de basket-ball 2018 Coupe de la Fédération masculine de basket-ball 2023
La coupe de la Fédération 2020-2021 est la 3e édition de la nouvelle version de la coupe de la Fédération masculine de basket-ball, la Fédération tunisienne de basket-ball ayant changé le nom de la compétition pour cette édition en « coupe Abderraouf-Menjour ».  Ce tournoi oppose sept équipes du championnat de Ligue I, le Club africain, l'Union sportive monastirienne, l'Étoile sportive de Radès et l'Association sportive d'Hammamet s'étant retirés du tournoi et l'Étoile sportive du Sahel étant forfait avant son premier match. La compétition se déroule entre le 9 décembre et le 12 décembre 2020.

## Quarts de finale
| Date            | Lieu    | Équipe à domicile             | Équipe à l'extérieur           | Score   |
| --------------- | ------- | ----------------------------- | ------------------------------ | ------- |
| 9 décembre 2020 | Nabeul  | Stade nabeulien               | Jeunesse sportive kairouanaise | 82-70   |
| 9 décembre 2020 | Ezzahra | Ezzahra Sports                | Étoile sportive goulettoise    | 100-42  |
| 9 décembre 2020 | Ariana  | Jeunesse sportive d'El Menzah | Dalia sportive de Grombalia    | 75-65   |
| 9 décembre 2020 | Sousse  | Étoile sportive du Sahel      | Union sportive El Ansar        | Forfait |

## Demi-finales
| Date             | Lieu         | Équipe à domicile             | Équipe à l'extérieur | Score |
| ---------------- | ------------ | ----------------------------- | -------------------- | ----- |
| 11 décembre 2020 | Ariana       | Jeunesse sportive d'El Menzah | Ezzahra Sports       | 43-71 |
| 11 décembre 2020 | Dar Chaâbane | Union sportive El Ansar       | Stade nabeulien      | 59-72 |

## Finale
| Date             | Lieu   | Équipe à domicile | Équipe à l'extérieur | Score       |
| ---------------- | ------ | ----------------- | -------------------- | ----------- |
| 12 décembre 2020 | Nabeul | Stade nabeulien   | Ezzahra Sports       | 68-69 a. p. |

## Champion
- Ezzahra Sports[3]
  - Président : Fethi Ben Hassen
  - Entraîneur : Hédi Bouden
  - Joueurs : Saif Aissaoui, Ahmed Dhif, Mahdi Oueslati, Mourad El Mabrouk, Aymen Trabelsi, Ziyed Chennoufi, Mohamed Abbassi, Haythem Saada, Efe Odigie, Maodo Nguirane, Akrem Zdiri, Hamza Dhraief, Fares Kehia